# Picnòfids
Els picnòfids (Pycnophyidae) són una família de cinorrincs de l'ordre dels homaloràgides.

## Gèneres
- Kinorhynchus, Sheremetevskij, 1974.[1]
- Pycnophyes, Zelinka, 1907.[2]